# 崑崙山脈

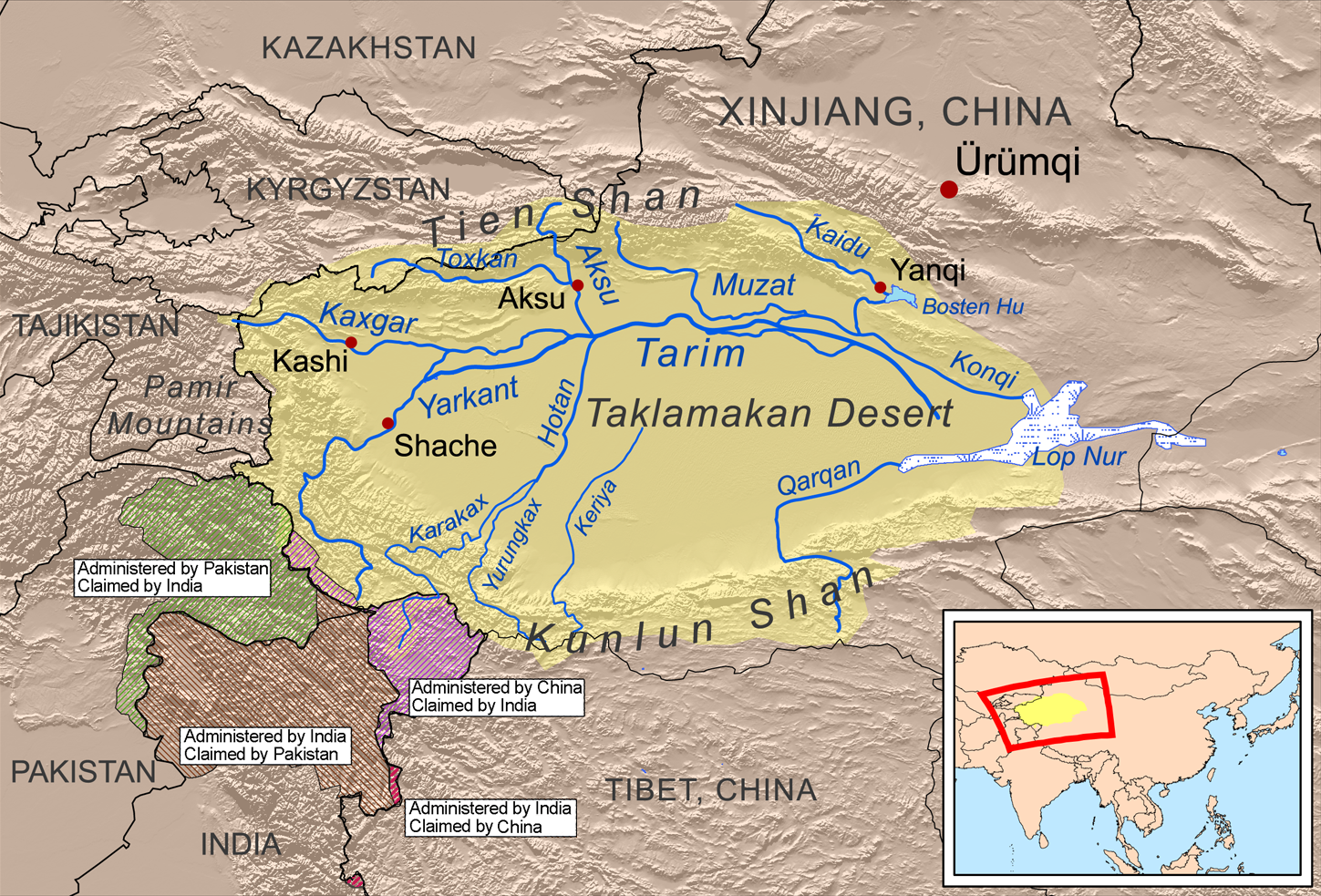
タクラマカン砂漠（黄色の部分）の南端に沿って崑崙山脈が連なっている。

崑崙山脈（こんろんさんみゃく、クンルンシャンマイ）とは、中央アジア地域にある約3000kmに及ぶ大山脈で、標高6000m以上の高山が200峰以上連なっている。新疆ウイグル自治区タクラマカン砂漠の南、チベットの北部、中国の西部にあたる。
パミール高原に接する中国西部の国境を南に伸び、それから東に曲がり、チベット（チベット自治区・青海省）の北の境界になっている。また、麓のタリム盆地南端をはしる「西域南道」には、崑崙山脈の氷河を水源とする内陸河川・カレーズに灌漑されたオアシス都市群（ホータン、ヤルカンドなど）が連なっている。
最高峰は中央部のムズタグ山（7,723m）。著名な山はコングール山（公格爾山7,649m）、ムスタグアタ山（慕士塔格山7,546m）、青蔵鉄道からその氷河もよく見える玉珠峰（6,178m）などがある。この山脈一帯はユネスコ世界ジオパークに指定されている。
中国史家の松本善海（元東亜研究所研究員）は、中国には北と南の2つの中国があり、中国の歴史を捉えるにはその北と南の相違を理解しなくてはならないと述べ、その境界線を崑崙山脈から東に連なる秦嶺山脈、伏牛山、大別山脈と次第に低くなる一連の山系としている。この山系の北側に当たる中国は乾燥し、畑作が中心、人々も長身で面長、南側は湿潤で米作が中心、身長も低く丸顔が多く、文化的にも南北で相違があり、対立もあるとしている。

## 探検記
- 周正『崑崙の秘境探険記』田村達弥訳、中公新書, 1986年
- 大場秀章『秘境・崑崙を行く』岩波新書, 1989年
- 『遥かなり秘境可可西里』、松本征夫編、日本放送出版協会, 1999年、日中合同学術探検隊の記録